# Sultan bin Ahmad
Sultan bin Ahmad (Rustaq, 1755 – 17 novembre 1804) è stato sultano di Mascate dal 1792 al 1804.

## Primi anni
Sultan bin Ahmad nacque a Rustaq nel 1755 ed era il figlio dell'imam e sultano Ahmed bin Sa'id.
Venne educato privatamente.
All'inizio del 1781 lui e suo fratello Sayf presero il controllo dei forti di al-Mirani e al-Jalali che sorvegliavano il porto di Mascate. Quando il governatore della città tentò di recuperare i forti, Sultan e Sayf iniziarono un dannoso bombardamento sulla città. I due fratelli ottennero il sostegno del potente sceicco Sarkar, che marciò sulla capitale nell'aprile del 1781. Il padre accettò un'amnistia, lasciando che i suoi figli ribelli reggessero entrambi i forti. Poi cambiò idea e prese al-Mirani, mentre i fratelli tennero al-Jalali ancora per alcuni mesi. Sultan e Sayf poi rapirono il loro fratello ed erede designato Sa'id. Il padre si affrettò a raggiungere Mascate e nel gennaio del 1782 giunse in città. Ordinò al comandante di al-Mirani di sparare su al-Jalali e le sue navi fecero lo stesso a est del forte. Mentre ciò accadeva, Sa'id corruppe il suo carceriere e fuggì. Isolati e senza ostaggio, i due fratelli accettarono di arrendersi. L'imam catturò Sayf e lo tenne sotto sorveglianza per impedire una nuova ribellione.
Alla morte di suo padre nel 1783 Sa'id fu eletto imam e prese possesso della capitale, Rustaq. Sultan e Sayf inviarono lo sceicco Sakar del gruppo tribale Shemal per aiutarli a ottenere il trono. Lo sceicco prese le città di Al Jazirah Al Hamra, Sharjah, Rams e Khor Fakkan (oggi tutte situate negli Emirati Arabi Uniti). Disse che reagì, ma non fu in grado di riconquistare queste città. Tuttavia, i fratelli ritennero che fosse più sicuro lasciare il paese. Sayf salpò per l'Africa orientale con l'intenzione di stabilirsi lì come sovrano. Morì poco dopo. Sultan salpò per Gwadar sulla costa del Makran del Belucistan. Il sovrano di quello stato gli garantì protezione e gli diede giurisdizione su Gwadar. Questa città rimase in possesso dell'Oman fino al 1958, quando il sultano Sa'id bin Taymur la vendette al Pakistan.
Sa'id bin Ahmad divenne sempre più impopolare. Intorno alla fine del 1785 un gruppo di notabili elesse imam suo fratello, Qais. Questa rivolta presto si dissolse. Nel 1786 il figlio di Sa'id, Hamad, riuscì a ottenere il controllo di Mascate e del suo forte. Una ad una le altre fortezze del paese si sottomisero ad Hamad. Il padre non aveva più alcun potere temporale. Hamad assunse il titolo di sceicco e stabilì la sua corte a Mascate. Sa'id rimase a Rustaq e mantenne il titolo di imam ma questo era un titolo religioso puramente simbolico che non gli assicurava alcun potere. Hamad morì nel 1792.

## Regno
Sultan bin Ahmad, che era tornato in Oman dal Belucistan, prese il controllo di Mascate. Per evitare controversie familiari, durante una riunione a Barka confermò suo fratello Sa'id come imam a Rustaq e cedette il controllo di Sohar a suo fratello Qais.
Sotto di lui, Mascate crebbe fino a diventare il centro commerciale dominante del commercio del golfo. Attraverso il suo porto transitavano i 5/8 di tutte le merci della regione.
Dopo che nel 1798 le truppe francesi di Napoleone Bonaparte sbarcarono in Egitto, sia la Francia che la Gran Bretagna cercarono un'alleanza con il sovrano di Mascate. Sultan alla fine si alleò con gli inglesi, sperando che li aiutasse a combattere la pirateria degli al-Qasimi di Ras al-Khaimah e l'espansione dei wahhabiti. Il 12 ottobre di quell'anno concluse un trattato con la Compagnia britannica delle Indie orientali. Nel 1800 i wahhabiti conquistarono l'oasi di Buraimi e soggiogarono le tribù dell'interno. Assediarono suo fratello Qais a Sohar.
Quando i pirati al-Qasimi misero in pericolo il commercio del golfo, Sultan intraprese una spedizione navale sulla Costa dei Pirati nel 1804. Morì, ucciso dai pirati, a bordo del suo yacht l'Al-Badri, al largo di Linjah. In precedenza aveva nominato suoi eredi i figli Salim e Sa'id. Essi regnarono inizialmente sotto la reggenza di Mohammed bin Nasir bin Mohammed al-Jabry. Salim fu deposto dopo due anni lasciando il fratello minore come unico regnante.